# Daihatsu

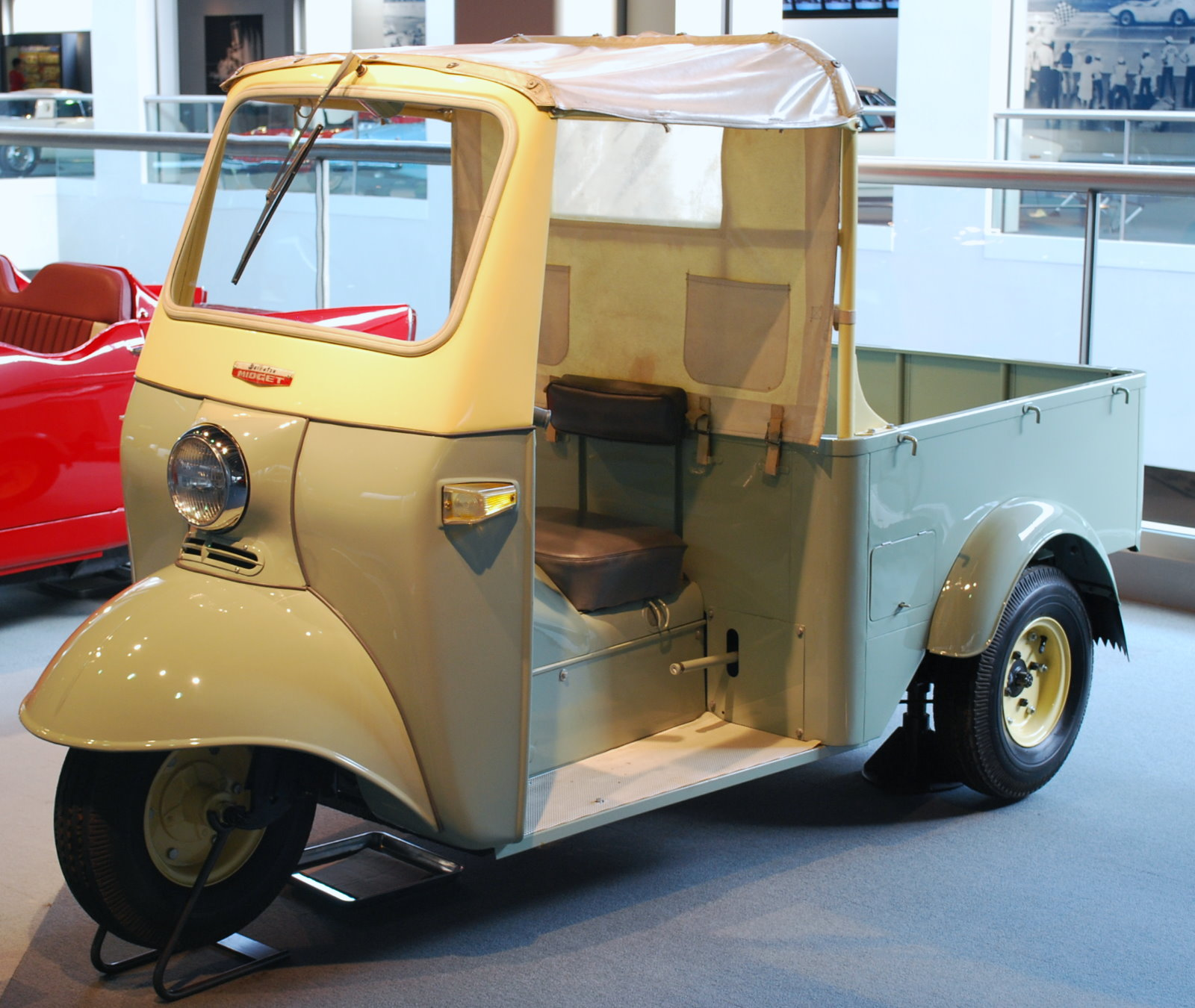
Daihatsu Midget (1957)

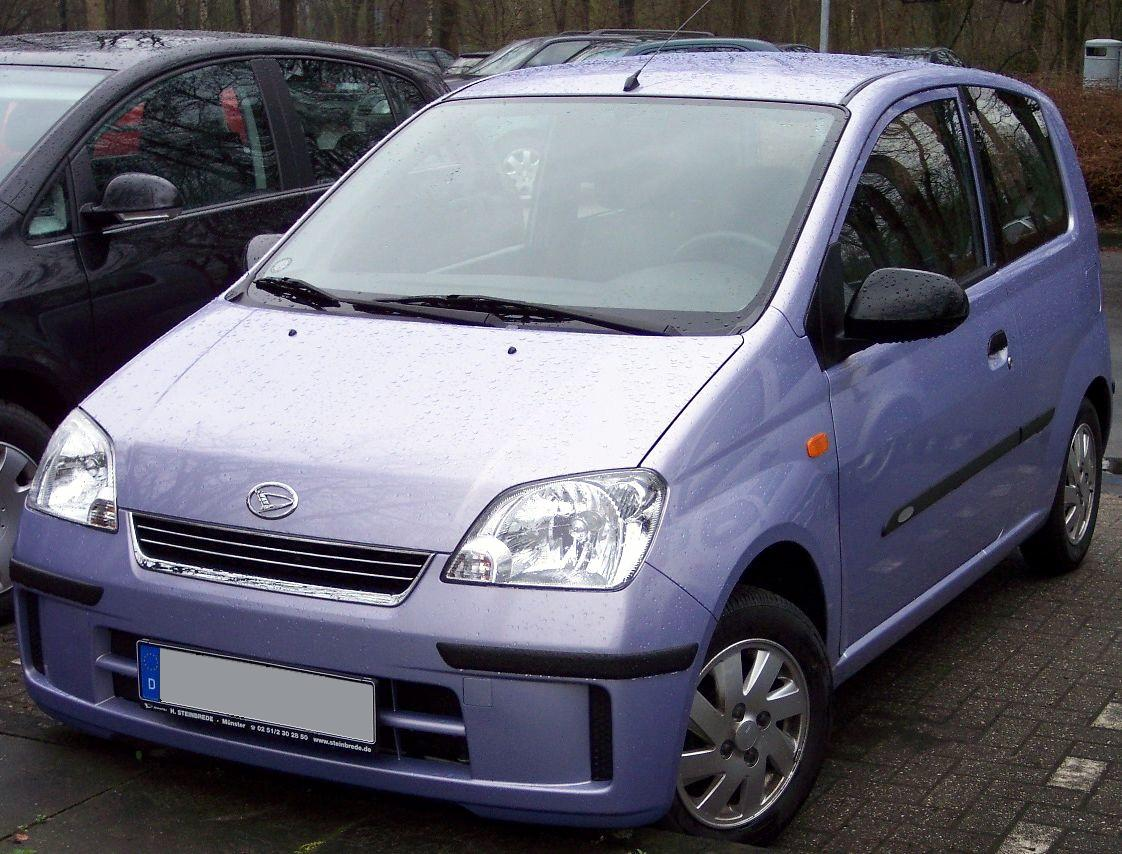
Daihatsu Cuore (2005)

Daihatsu (Japans: ダイハツ工業株式会社, Daihatsu Kōgyō Kabushiki-gaisha) is een Japans automerk dat eigendom is van Toyota. Daihatsu is vooral bekend om zijn kleine stadsauto's. Een deel van de auto’s die de Daihatsufabrieken verlaten wordt gemaakt voor Toyota en Subaru.

## Activiteiten
Daihatsu richt zich vooral op de productie van kleine motorvoertuigen. De voertuigen worden onder de eigen naam verkocht, maar het produceert ook voertuigen voor anderen, zoals Toyota. In 2015 produceerde het bijna 1,6 miljoen voertuigen waarvan 1,1 miljoen voor verkoop onder eigen naam. Kleine voertuigen zijn in de Japanse wet vastgelegd. Volgens de huidige Japanse regels mogen kleine auto’s niet langer zijn dan 3,4 meter, niet breder dan 1,48 meter en niet hoger zijn dan 2 meter. De cilinderinhoud van de motor mag niet meer zijn dan 660 cc. Daihatsu had in 2015 met 31,6% het grootste markaandeel in dit specifieke segment in Japan, het aandeel van Toyota was slechts 1,3%.
Buiten Japan heeft de onderneming productievestigingen in Indonesië en Maleisië. In Indonesië produceert het sinds 1992 auto’s in een joint venture met Astra International. De productiecapaciteit in dit land is ongeveer 0,5 miljoen eenheden. De geschiedenis van Daihatsu in Maleisië gaat terug naar 1993 en hier worden ongeveer 200.000 voertuigen per jaar verkocht onder de naam Perodua.
Van de omzet wordt de helft behaald in Japan, 20% wordt behaald in het buitenland en de resterende 30% wordt gerealiseerd door de productie van kleine voertuigen en benzine- en dieselmotoren voor derden.

## Geschiedenis
In 1907 werd het bedrijf opgericht door ingenieurs Y. Yasanuga en M. Tsurumi, toen nog onder de naam Hatsudoki Seizo Corporation. Het bedrijf ging verbrandingsmotoren produceren met als eerste product een Engelse 10pk-motor. Snel daarna volgden eigen motoren van 50 en 100pk. De visserij en scheepvaart waren destijds een belangrijk onderdeel van de Japanse economie; Hatsudoki ging zich dan ook toeleggen op het bouwen van scheepsmotoren.
Na de Eerste Wereldoorlog kreeg het bedrijf de opdracht van de regering om een vrachtwagen te maken. Verder dan een prototype is het nooit gekomen, maar dit was wel de aanleiding voor het beginnen van een lijn dieselmotoren. In de jaren 20 waren driewielers een populair vervoermiddel in Japan. Hatsudoki ging ook driewielers bouwen onder de naam Daihatsu Go en veroverde een marktaandeel van 30%.
In 1951 werd het bedrijf omgedoopt naar Daihatsu Motor Company, waarna in 1954 de 100.000e Daihatsu van de band rolde. In 1967 begon een samenwerkingsverband met Toyota.
De export van personenauto's naar Europa startte in 1978. Voor die tijd was Daihatsu ook al een keer in de Benelux geïmporteerd (het model Compagno) maar weinig succesvol, eind jaren zeventig sloeg het merk wel aan in Nederland. Van de drie series die het merk vanaf het najaar van 1978 ging voeren, viel de Charmant nog in de klasse van de volgens beproefd concept gebouwde wagens. Met de Charade bracht de fabrikant een nieuwtje: een driecilinder viertaktmotor en in oktober 1978 volgde de derde serie, de Max Cuore, een mini die in Japan in de klasse van de Kei cars viel. Later werd ook de terreinwagen Taft leverbaar. In 1988 betrad Daihatsu de Amerikaanse markt met de Charade en de Rocky.
In 1999 kocht Toyota een meerderheidsbelang van 51% en zo werd Daihatsu onderdeel van de Toyota Motor Corporation.
In 2013 staakte Daihatsu de verkopen in Europa. Het verlenen van service en garantie en de levering van onderdelen gaat tot 2029 door. Op 1 februari 2013 zijn de aftersales-activiteiten van Nederland, België en Luxemburg overgenomen door de Louwman Group. In de Benelux reden op dat moment nog ongeveer 118.000 Daihatsu’s, waarvan zo’n 100.000 in Nederland, en had het 77 Daihatsu Service Dealers in Nederland, 28 in België en 2 in Luxemburg.
In januari 2016 deed Toyota een bod op alle overige aandelen Daihatsu. Per Daihatsu-aandeel bood het concern 0,26 Toyota-aandeel, wat op basis van de geldende aandelenkoers overeenkwam met een totale transactiewaarde van 2,9 miljard euro. In augustus 2016 werd de transactie afgerond. Daihatsu richt zich op de markt voor kleine auto’s, hierbij gebruik makend van Toyota’s verkoopervaring en dealernetwerk.
In april 2023 gaf het management van Daihatsu toe dat er gelogen was over de resultaten van zijdelingse botsingstests voor kleine auto's. Eind december 2023 bleek dat Daihatsu al sinds 1989 grootschalige fraude pleegde bij het testen van de botsveiligheid. Als gevolg van deze onthullingen beperkte de Japanse overheid de leveringen van Daihatsu-auto's en Daihatsu zette tijdelijk de productie in de Japanse fabrieken stop.